# 人民议会 (但泽)

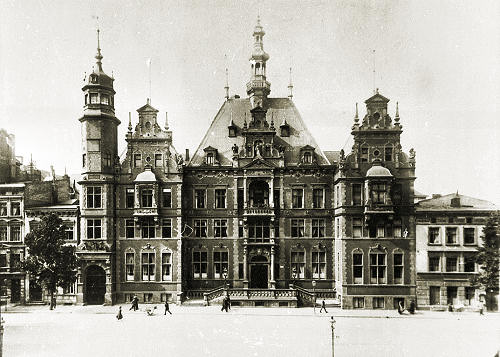
人民议会大厦

人民議會（德語：Volkstag）是1919年至1939年間但澤自由市的議會。
第一次世界大戰後但澤成為了國際聯盟保護下的自由城市。制憲會議的第一次選舉於1920年5月16日舉行，第一次議會會議於1920年6月14日在紐加滕（今諾沃加德）的前西普魯士省行政大樓（Provinzialverwaltung–Landeshaus）舉行。該建築在二戰後被拆除。
人民议会由但澤市20歲以上的男女公民選舉產生；人民议会的成員必須年滿25歲。1923年、1927年、1930年、1933年和1935年分别舉行了選舉。